# Beckenboden

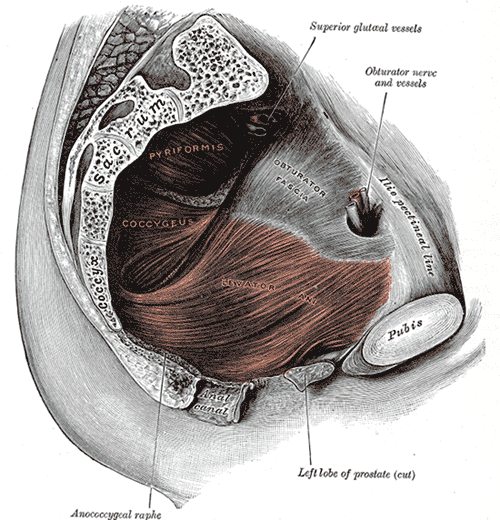
Muskulatur; Blick aus Richtung des Körperinneren

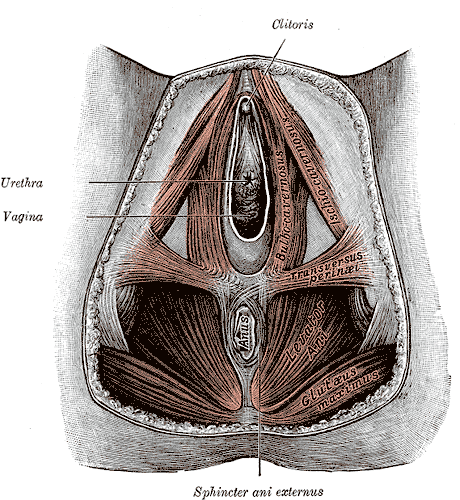
Oberflächliche und tiefe Beckenbodenmuskulatur einer Frau; Blick von perineal

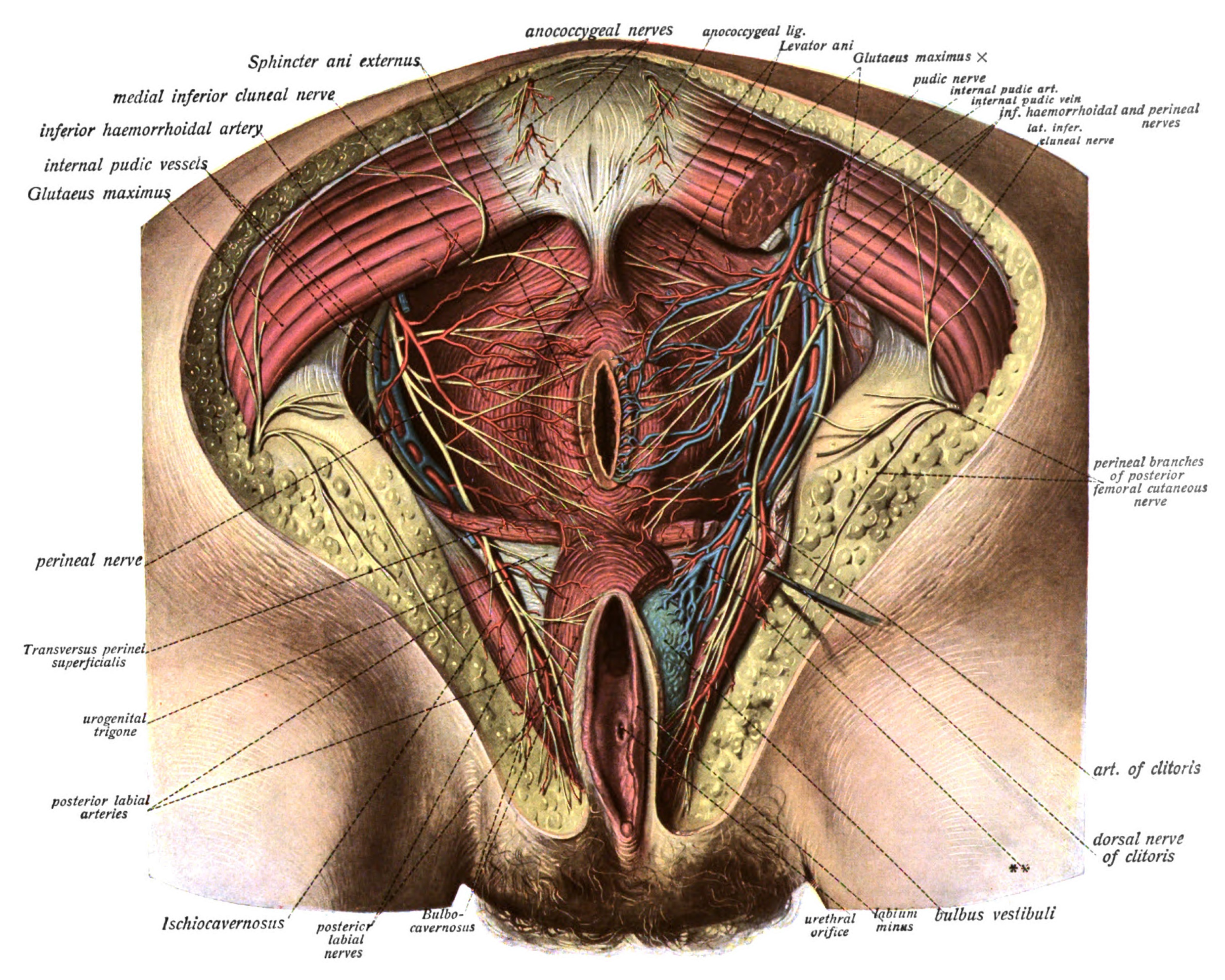
Darstellung des weiblichen Beckenbodens mit Muskulatur und nervaler Versorgung; Sicht von oben hinten nach vorn unten (dorsal nach ventral)

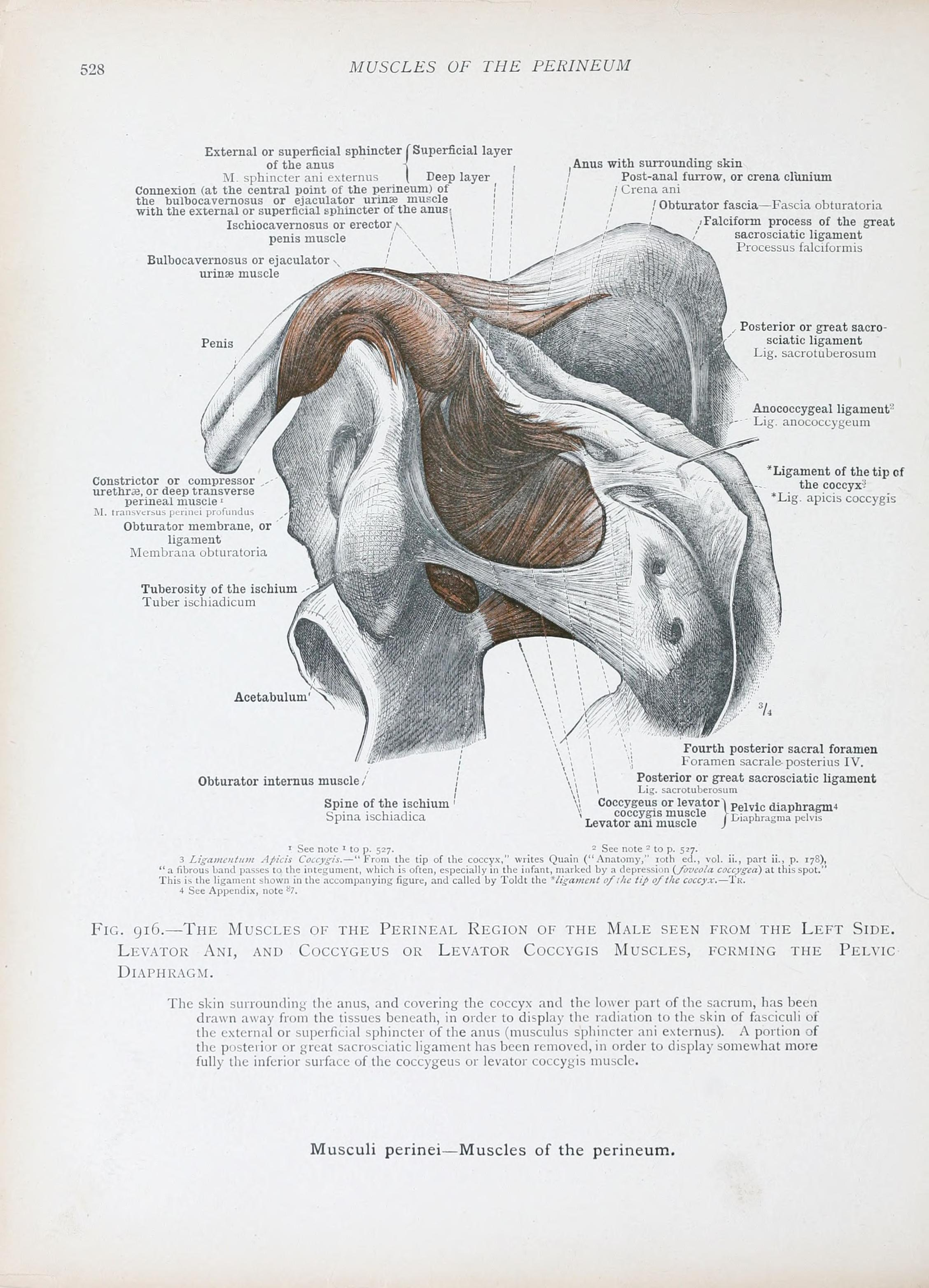
Oberflächliche Beckenboden-Muskulatur beim Mann

Der Beckenboden ist der bindegewebig-muskulöse Boden der Beckenhöhle beim Menschen. Er wird unter anderem durch den Musculus levator ani gebildet. Auf Grund der unterschiedlichen Körperhaltung und Beckenstellung bezeichnet der Begriff Beckenboden bei den vierfüßigen Säugetieren die von Scham- und Sitzbein gebildete Ventralfläche des knöchernen Beckens. Der dem Beckenboden des Menschen entsprechende hintere Abschluss der Beckenhöhle wird als retroperitonealer Teil der Beckenhöhle bezeichnet.

## Einteilung der anatomischen Strukturen
Der Beckenboden wird unterteilt in
- Diaphragma pelvis: hinterer Beckenbodenteil, Musculus coccygeus sowie beidseits vom Musculus levator ani (mit seinen drei Anteilen Musculus puborectalis, Musculus pubococcygeus und Musculus iliococcygeus), durchbrochen vom Mastdarm
- Diaphragma urogenitale: vorderer Beckenbodenteil, gebildet von Musculus transversus perinei profundus und superficialis (und ihren Faszien), Durchtritt der Harnröhre, bei der Frau auch der Scheide
- Schwellkörper- und Schließmuskelschicht: Musculus ischiocavernosus, Musculus bulbospongiosus; Musculus sphincter ani externus

### Diaphragma pelvis
Das Diaphragma pelvis setzt sich aus dem Musculus levator ani (bestehend aus dessen Anteile Musculus puborektalis, Musculus pubococcygeus, Musculus iliococcygeus), dem Musculus ischiococcygeus und dem Musculus sphincter ani externus zusammen. Das Diaphragma wird grob in zwei Anteile gegliedert, einen Pars pubica und einen Pars iliaca eingeteilt. Der kräftigere vordere Anteil, die Pars pubica wird durch den Musculus pubococcygeus, den Musculus levator prostatae (nur beim Manne) und den Musculus pubovaginalis geformt. Ihren Ursprung haben diese Muskeln an der Innenfläche des Os pubis, nahe der Symphyse. Als bilateral symmetrisch angelegte Muskelstrukturen schließen sie den Beckenausgang nach dorsal und lateral ab. Die medialen Fasern ziehen als Musculus puborectalis zum Rektum, wo sie sich mit dessen Vorder- und Seitenwand verbinden und in den Musculus sphincter ani externus sowie in die Haut einstrahlen. Die lateralen Anteile des Pars pubica ziehen als Musculus pubococcygeus am Rektum vorbei und setzen am Os coccygis und am Ligamentum anococcygeum an. Der Musculus iliococcygeus schließt sich dorsal ohne knöchernen Ursprung an den Musculus pubococcygeus an. Die medialen Anteile der seitlichen Musculus puborectalis durchflechten sich dorsal des Rektums (Hiatus anialis) und bilden dort eine Muskelschlinge. Diese ist ventral für den Hiatus ani und den Hiatus urogenitalis geöffnet.

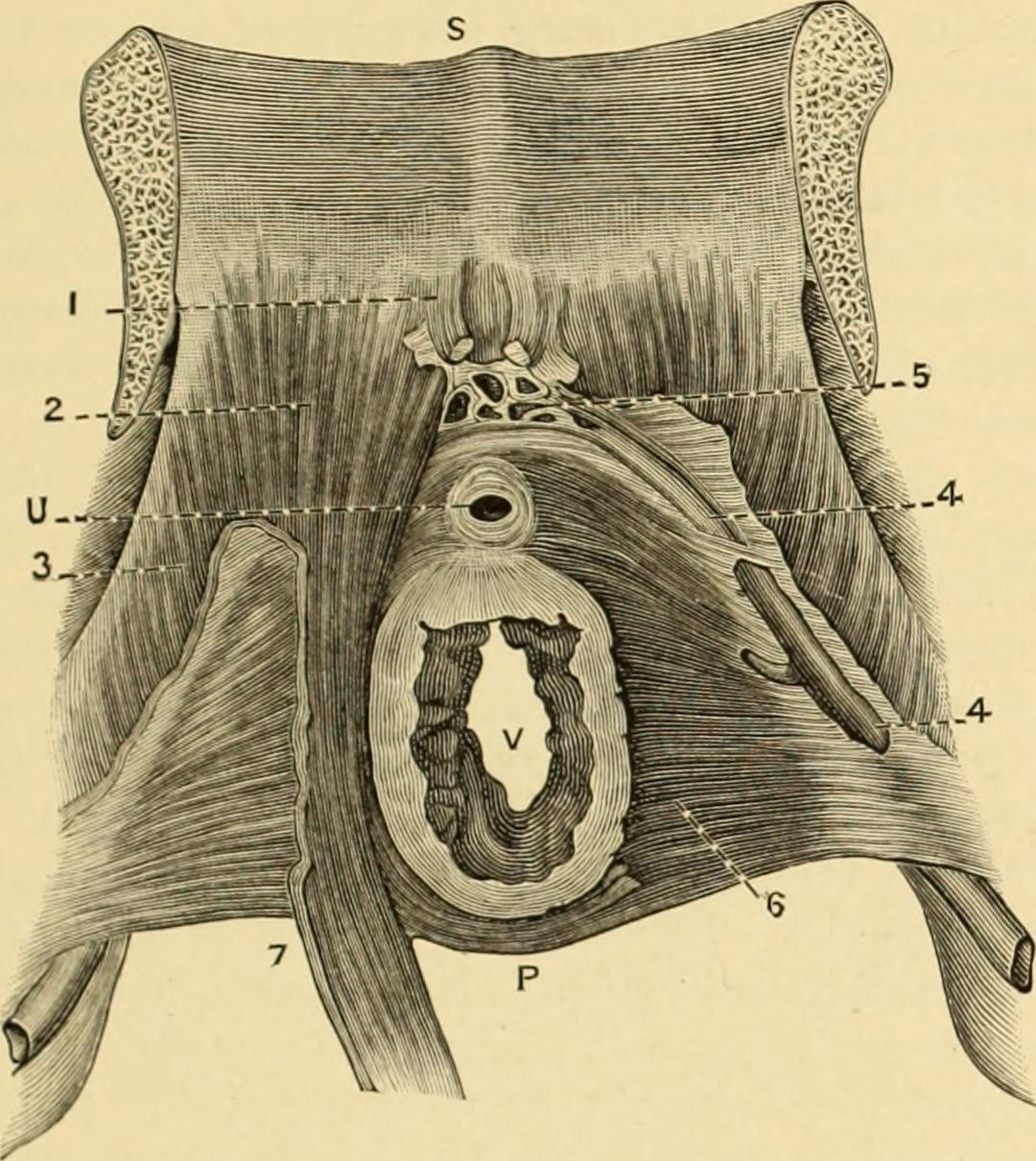
Blick aus dem Körperinneren; von dorsal-innen nach ventral-außen; weibliches Becken: S hintere Oberfläche der Symphyse; U Urethra (Harnröhre); V Vaginalöffnung; l Ansatz der Blase an der Symphyse; 2 Schamansatz des Musculus pubococcygeus mit seinen drei Anteilen; 1 Vena pudenda interna; 5 Plexus venosus vesicalis; 6 posteriore Faszienfläche des Diaphragma urogenitale; 7 mittlerer Anteil des Musculus pubococcygeus, als Teil des Diaphragma pelvis von innen, median nach außen, lateral Musculus levator ani (nicht abgebildet), Musculus pubococcygeus und 3 Musculus iliococcygeus; 2 Musculus transversus perinei

### Diaphragma urogenitale und Schließmuskelschicht
Das Diaphragma urogenitale spannt sich als dreieckige Muskelplatte transversal zwischen der Symphyse, den unteren Schambeinästen und den Sitzbeinhöckern aus und ist eine weitere Stabilisierung des Musculus levatortores nach caudal. Teilweise wird die Muskulatur in diesem Bereich durch Bindegewebe ersetzt.
Es setzt sich zusammen aus folgenden Muskeln:
- Musculus transversus perinei profundus,
- Musculus transversus perinei superficialis,
- Musculus sphincter urethrae externus,
- Musculus sphincter ani externus,
- Musculus ischiocavernosus,
- Musculus bulbospongiosus,
- Musculus sphincter urethrovaginalis[2]

Die biomechanische Funktion des Diaphragmas urogenitale ist in der Sicherung des Musculus levatortores zu sehen, dabei werden die Harnröhre und Vagina muskulär fest umschlossen, während der Anus frei bleibt. Die Schwellkörperschichten, Corpus cavernosum bzw. Corpus spongiosum sind sich mit Blut füllende und dadurch physische Aufgaben erfüllende Blutgefäßgeflechte.

## Funktion
Der Beckenboden hat drei Hauptfunktionen:
1. anspannen,
2. entspannen,
3. reflektorisch gegenhalten (anspannen als Reaktion auf eine Druckerhöhung im Bauchraum).

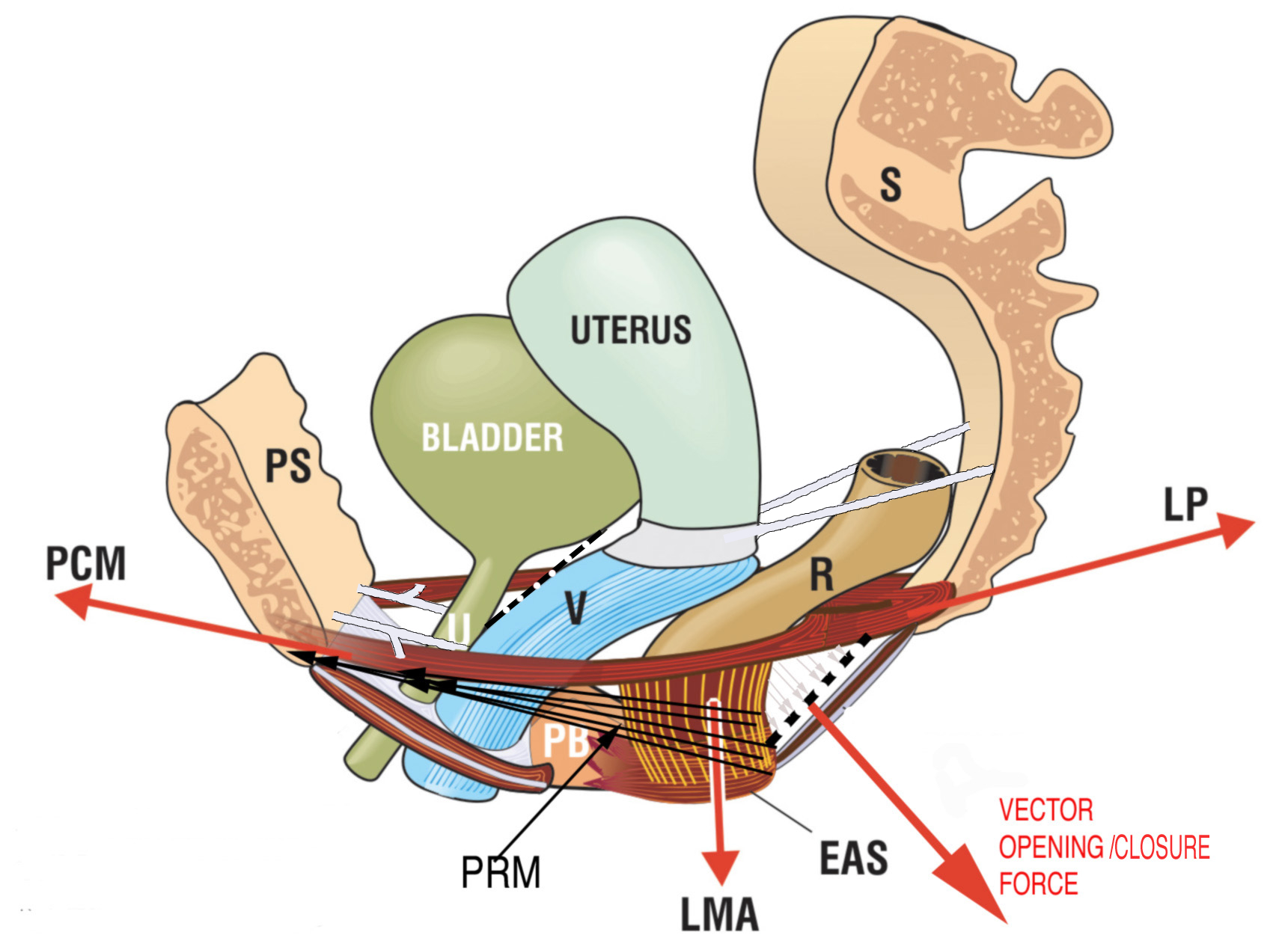
Vier muskuläre Hauptkräfte kontrahieren bzw. entspannen sich in einer koordinierten Weise gegen die suspensorischen Beckenbänder, „PUL“ an der Urethra „U“ und USL am Uterus, um die Urethra „U“ Vagina „V“ und Rektum „R“ um diese zu schließen oder zu öffnen. Die vorderen und hinteren Bänder („PUL“, „USL“) werden dabei zusammengezogen. „PUL“ = pubourethrales Ligament; „USL“ = Ligamentum uterosacralis; „PCM“ = vorderer Teil des Musculus pubococcygeus; „LP“ = Levator-Platte, Diaphragma pelvis; „LMA“ = gemeinsamer longitudinaler Muskel des Anus; „PS“ = Schambeinfuge; „S“ = Kreuzbein; „EAS“ = Musculus sphincter ani externus. Perspektive: sitzende Position.

Anspannen ist wichtig zur Sicherung der Kontinenz bei Frauen und Männern. Dabei unterstützt die Beckenbodenmuskulatur maßgeblich den unteren Teil der Harnröhre, die Schließmuskeln der Harnblase und des Anus.
Der Beckenboden entspannt sich beim Wasserlassen, beim Stuhlgang, bei der Frau beim Geschlechtsverkehr, beim Mann bei einer Erektion. Beim Orgasmus pulsiert der Beckenboden, das heißt Anspannung und Entspannung wechseln sich ab. Die Stärke dieser Muskulatur und auch deren bewusste Kontrolle korreliert mit der koitalen Orgasmuswahrscheinlichkeit.
Reflektorisch gegenhalten muss der Beckenboden beim Husten, Niesen, Lachen, Hüpfen, Tragen schwerer Lasten usw., sonst kann es zu Urinverlust kommen.

## Erkrankungen beim Menschen
Bei Frauen und Männern wird der Beckenboden durch Übergewicht, chronische körperliche Überlastung, schlechte Haltung, Operationen im kleinen Becken und teilweise durch Medikamente geschwächt.
Bei der Frau kann die Beckenbodenmuskulatur durch vaginale Geburten geschwächt oder dauerhaft geschädigt werden, in Extremfällen kann es auch zum Teilabriss des Musculus levator ani vom Beckenknochen kommen. Bei geplanten Kaiserschnitten treten diese Verletzungen praktisch nicht auf, bei vaginalen Geburten haben Geburtsposition und Presstechnik Einfluss auf die Verletzungswahrscheinlichkeit. Die Verletzungen können zu mangelnder Kontrolle der Ausscheidungsorgane, ständigem Harndrang, Blasensenkung, Scheidenvorfall und Gebärmuttersenkung führen. In vielen, aber nicht allen Fällen können die Probleme durch entsprechendes Training wieder behoben werden. Solche Übungen verhelfen zur Entwicklung und Kontrolle der Beckenbodenmuskulatur und können Frauen auch dazu verhelfen, ihren Orgasmus besser zu kontrollieren. Im Rahmen einer wissenschaftlichen Studie wurde von Gynäkologen aus Großbritannien, Schweden und Neuseeland ein Verfahren zur individuellen Risikoeinschätzung für die Entstehung dauerhafter Beckenbodenschäden bei einer vaginalen Geburt entwickelt. Risikofaktoren sind unter anderem ein hohes Gewicht des Kindes, eine ältere Mutter und familiär gehäuftes Auftreten von Inkontinenz und Senkungen. Eine Evaluation des Verletzungsrisikos ist in Deutschland nicht Bestandteil der Schwangerschaftsvorsorge, eine systematische Nachuntersuchung auf aufgetretene Verletzungen nicht Bestandteil der Nachsorge.
Operationen für vaginale Scheiden- und Beckenbodenplastiken bei Senkungszuständen gehören mit etwa 90.000 Eingriffen im Jahr zu den häufigsten gynäkologischen Operationen in Deutschland.
Als Scheidenkrampf oder Vaginismus bezeichnet man die reflexartige oder dauerhafte Anspannung der Beckenboden- bzw. Scheidenmuskulatur. Frauen, die unter Vaginismus leiden, ist es nicht möglich, beim Geschlechtsverkehr oder bei gynäkologischen Untersuchungen die Muskulatur so zu entspannen, dass ein schmerzfreies Eindringen des Penis oder Spekulum möglich ist.

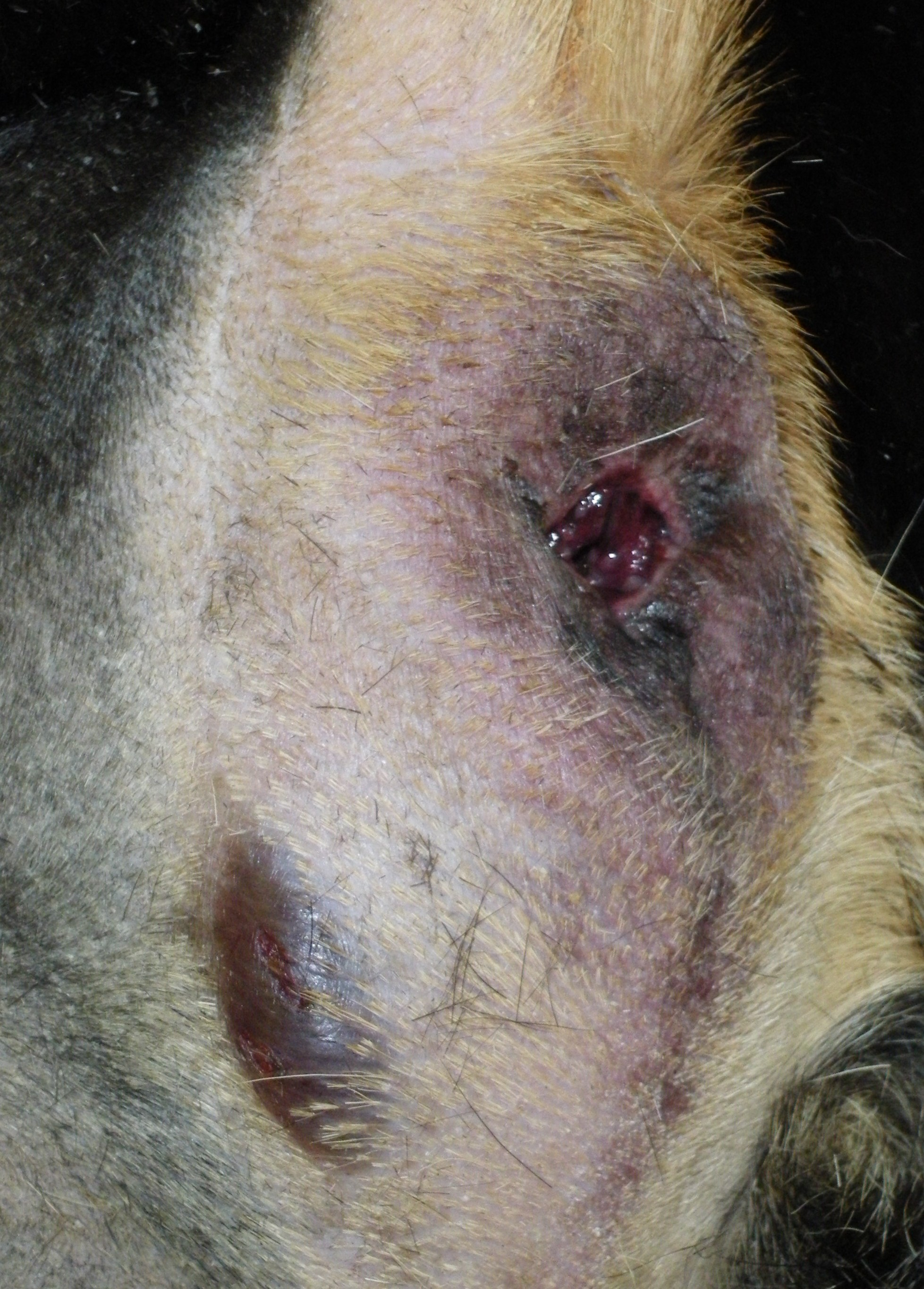
Linksseitige Perinealhernie bei einem Hund

## Erkrankungen bei Tieren
Ein Bruch (Hernie) im Bereich des Beckenbodens mit Ausstülpung des Damms wird als Perinealhernie bezeichnet. Sie kommt vor allem bei unkastrierten männlichen Haushunden relativ häufig vor.

### Medien
- Pelvic Floor Part 1 - The Pelvic Diaphragm - 3D Anatomy Tutorial. AnatomyZone
- Pelvic Floor Part 2 - Perineal Membrane and Deep Perineal Pouch - 3D Anatomy Tutorial. AnatomyZone
- Übersicht Beckenbodenmuskulatur, Mann und Frau
- 3D Tour of the Perineum. 21. Dezember 2018, ( auf aboutmedicine.com.au)
- 3D Ischioanal (Ischiorectal) Fossa. 28. Juli 2018 ( auf aboutmedicine.com.au)
- 3D Tour of the Pelvic Floor. 6. Februar 2019 ( auf aboutmedicine.com.au)